# Compañía Libre

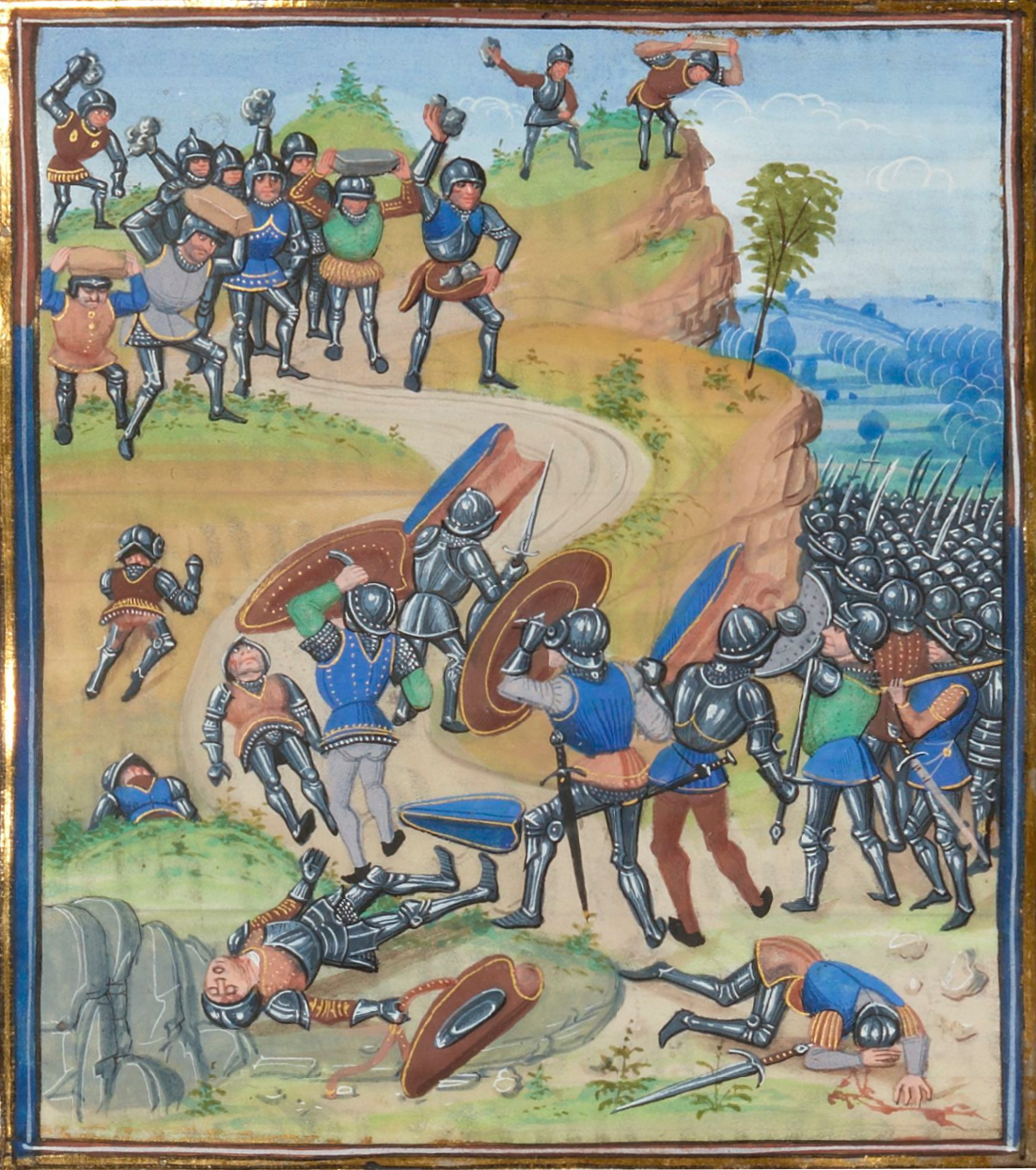
En 1362, las Grandes Compañías vencen al ejército del rey de Francia en la batalla de Brignais.

Las grandes compañías (en inglés: free companies, compañías libres) eran ejércitos de mercenarios de la Baja Edad Media y del Renacimiento en Europa, que actuaban con independencia de cualquier gobierno o señorío. Eran "libres" porque vendían sus servicios al mejor postor, reyes y nobles, y cambiaban de bando con facilidad. En tiempos de guerra, se alababa su eficacia como soldados aguerridos hechos para el combate. En tiempos de paz o de tregua, cuando no estaban empleados, vivían del saqueo de pueblos, ciudades y castillos donde a veces se atrincheraban, extorsionando a los habitantes y a los señores y robando las cosechas. Las crónicas de la época describen su extrema crueldad, y las de Jean Froissart retratan a varios de sus jefes. Operaban fuera de la ley de las armas, altamente estructurada.
El término se aplica sobre todo a las compañías de mercenarios que se formaron después de la Paz de Brétigny en 1360, durante la Guerra de los Cien Años. Aparecen principalmente en Francia, desde antes del siglo XIV, donde se les llamaba routiers ("carreteros") porque recorrían las carreteras y caminos del país. Muchas de las "grandes compañías" no se limitaban al ámbito de un solo país, y el fenómeno afectó a varios países europeos.

## Orígenes
El sistema militar feudal resultó ser muy ineficaz durante la Guerra de los Cien Años: en Francia, la nobleza de espada contaba con un número limitado de comandantes que actuaban en el campo de batalla según el viejo código de honor de la caballería medieval. Por otro lado, los soldados no estaban cualificados debido a que eran empleados sólo de forma temporal. En Inglaterra, ya era habitual contratar los servicios de tropas mercenarias aguerridas. Pronto se vio que la profesionalidad y la destreza de los soldados importaba más que su número, como en las grandes derrotas de las tropas francesas frente a los arqueros ingleses en las batallas de Poitiers, Crécy y Azincourt.
En este contexto bélico, las bandas de aventureros, bandidos y vagabundos que erraban por los países europeos encontraron un empleo lucrativo uniéndose a las tropas profesionales que el rey Eduardo III de Inglaterra había licenciado al detenerse la guerra tras la paz de Brétigny de 1360. Sus jefes podían ser de su misma condición o miembros de la pequeña nobleza con pocos recursos (a menudo hijos menores o bastardos) o cuyas tierras habían sido devastadas por la guerra; abundaban en Bretaña y en el suroeste de Francia. Las pequeñas bandas de routiers pasaron a conformar grandes entidades muy organizadas a fin de protegerse y venderse mejor. Se autodenominaron "compañías" y se les llamó en un principio "ingleses" debido a que las primeras grandes compañías procedían en su mayoría del ejército inglés.

## Características
Si el saqueo de los pueblos y castillos conquistados era habitual por parte de los soldados de cualquier ejército medieval, el botín no constituía su principal motivación y llevaban una guerra considerada "justa", amparados por la autoridad de un señor o príncipe legítimo. La rapiña, la extorsión y el saqueo eran, al contrario, el único propósito que perseguían las compañías. Dieron lugar a una verdadera clase militar que se sustentaba por sí sola y no dependía de la lealtad a un señor feudal, un país o una región; no eran leales más que a su propia compañía y a quien les contrataba en un momento determinado. En una sociedad feudal altamente estructurada y jerarquizada, eran "libres".
Los guerreros de las compañías eran en su mayoría desarraigados y muchos no tenían lugar a donde regresar cuando llegaba la paz. Es por lo tanto en tiempo de paz y de tregua que aparecían, devastando el campo y sus aldeas, las fortalezas y los conventos. Extorsionaban ciudades enteras a las que exigían un rescate a cambio de no saquearlas. Libraban sus propias guerras preferentemente donde la autoridad monárquica y feudal era débil, o donde la poca solidaridad entre los señores feudales impedía que se interviniera de manera eficaz contra ellos. Era el caso del reino francés en 1360, donde actuaron durante muchos años con casi total impunidad. También se cebaban en regiones ricas y poco devastadas por la guerra, como fueron Borgoña, el valle del Ródano y el Estado papal de Aviñón, reputado por sus grandes riquezas.

## En Francia
Asolaron particularmente Francia durante la Guerra de los Cien Años, bajo los reinados de Juan II y de Carlos V.

### Reinado de Juan el Bueno (Juan II de Francia)
La lucha contra las compañías fue uno de los grandes retos de Juan el Bueno cuando regresó de su cautividad en Inglaterra en 1360. Durante la tregua, las tropas mercenarias desmovilizadas se negaron a disolverse: sin hogar ni otro oficio que el de la guerra, se unieron en bandas de gran tamaño, como la Grande Compagnie, la Compañía Blanca o la de los Tard-Venus. Esta última se componía de compañías de 200 a 300 guerreros que llegaban a formar un verdadero ejército privado de hasta 12.000 a 15.000 hombres cuando era necesario alcanzar o defender un objetivo común. Para asegurar su subsistencia a la espera de ser contratados de nuevo por algún príncipe, los Tard-Venus devastaron la Champaña, la Bresse y el Beaujolais antes de amenazar la ciudad de Lyon. Decidido a acabar con ellos, el rey Juan el Bueno envió en 1362 sus tropas capitaneadas por Jaime de Borbón, conde de La Marche, para atacar a la compañía atrincherada en el castillo de Brignais, pero la batalla se saldó por una derrota aplastante de las tropas reales. Este fracaso frente al avance de las compañías sembró el pánico en el país: parte de éstas, lideradas por Seguin de Badefol, se instalaron en el valle del río Saône, al norte de Lyon, mientras otra columna mandada por Arnaud de Cervole arrasó el Forez y el valle del Ródano antes de proseguir hacia Languedoc y Provenza, donde extorsionaron al papado en Aviñón. Pero como las compañías no perseguían ningún objetivo político ni territorial, su unidad temporal se deshizo rápidamente y cada compañía volvió a su búsqueda de empleo.
Mientras tanto Carlos II de Navarra, apodado el Malo, pretendía imponer sus derechos al trono de Francia y al ducado de Borgoña reclutando compañías de mercenarios ingleses, normandos y navarros. Dominaban la mayoría de las plazas fuertes de Normandía, donde sembraban el terror, y amenazaban París y Borgoña. Por su parte, el duque de Borgoña, Felipe el Atrevido, tomó a su servicio en 1363 al Tard-Venu Arnaud de Cervole, conocido como "el Arcipreste", cuyas tropas extorsionaban Borgoña. Arnaud de Cervole hasta fue padrino del hijo mayor del joven duque y recibió cuantiosas retribuciones del rey de Francia, Juan el Bueno, y del duque de Borgoña, a cambio de abandonar el pillaje. Felipe el Atrevido contó con los servicios de Arnaud de Cervole hasta 1366, fecha en la que el routier fue asesinado por uno de sus hombres.

### Regencia y reinado de Carlos V de Francia
Aprovechando la paz de Brétigny, Juan el Bueno y su hijo el Delfín Carlos V de Francia (Juan el Bueno regresó voluntariamente a su cautiverio en Londres en 1364, después de la evasión de su hijo Luis I de Anjou, rehén en aplicación de los acuerdos de paz) decidieron fortalecer la autoridad real y restablecer la estabilidad financiera del país, una empresa que pasaba por erradicar a las compañías mercenarias que sangraban el país. Gracias a los impuestos votados por los Estados Generales de 1363 para el pago del rescate a Eduardo III de Inglaterra, el futuro rey pudo financiar la creación de un ejército permanente, cuya organización territorial fue confiada a sus hermanos Luis I de Anjou, Juan I de Berry y Felipe II de Borgoña, apodado Felipe el Atrevido. Felipe II de Borgoña condujo una campaña contra las compañías navarras de Carlos II de Navarra en Normandía y en la Beauce. Mientras tanto, en Borgoña, el entonces bailío de Dijon y futuro preboste de París, Hugues Aubriot, persiguió a Arnaud de Cervole. Estas campañas permitieron rodar un ejército de 5.000 a 6.000 hombres, compuesto de pequeñas compañías de un centenar de voluntarios aguerridos, bajo el mando de jefes militares experimentados y leales a la corona, como Bertrand du Guesclin, su primo Olivier de Mauny y Olivier de Clisson.
La victoria de Cocherel en mayo de 1364, justo después de la muerte de Juan el Bueno, permitió demostrar la valía de ese embrión de ejército real. Después de una ofensiva victoriosa en Normandía, las tropas del rey mandadas por Bertrand du Guesclin vencieron a las de Carlos de Navarra con el objetivo de levantar el bloqueo que las compañías de éste mantenían sobre el tráfico fluvial en el río Sena y de liberar el acceso a París, donde el Delfín había de ser coronado rey. En esa batalla, las tropas anglo-navarras de Carlos II de Navarra eran secundadas por las compañías lideradas por el routier Arnaud-Amanieu de Albret, mientras que las tropas francesas contaban con el refuerzo de las compañías de Arnaud de Cervole. El joven rey tomó entonces una decisión que ilustraba su voluntad de luchar contra las compañías de mercenarios: en vez de pedir un rescate por los prisonieros franceses capturados en Cocherel, según la tradición de las guerras medievales, les mandó decapitar. Significaba así que la guerra privada contra el Rey de ahora en adelante iba a ser considerada como una traición. Carlos V afrontó el problema de la supremacía militar de las compañías con rigor y firmeza, y el país entero se movilizó gracias a las subvenciones recibidas del Estado: ya no se negociaba con los routiers, y las ciudades, el campesinado y los caballeros enviaban contingentes de soldados para unirse al ejército del Rey. Los mercenarios franceses capturados eran ejecutados y las peticiones de rescate se limitaban a los extranjeros particularmente valiosos.
Pero en 1365, el final de la Guerra de Sucesión Bretona desmovilizó a un gran número de guerreros bretones que pasaron a engrosar las filas de las grandes compañías. Con la esperanza de que el final de la guerra civil volviese a Francia menos atractiva para los mercenarios privados, los príncipes idearon una nueva táctica para librarse de las grandes compañías. El papa Urbano V había pensado financiar una cruzada para alejarles de la región de Aviñón que asolaban, por lo que en 1365 el duque de Borgoña, Felipe el Atrevido, y su tío Carlos IV, emperador del Sacro Imperio Romano Germánico, le propusieron organizar una cruzada a Hungría, amenazada por el avance de las tropas otomanas. Arnaud de Cervole encabezó un ejército que no consiguió llegar más allá de Estrasburgo debido a que las ciudades se atrincheraban ante la llegada de los routiers. La cruzada saqueó entonces Lorena, el macizo de los Vosgos y el valle del Rin. Se les ofreció llevarles a Hungría por mar, pero las compañías se negaron, convirtiendo la cruzada en un fracaso estrepitoso.

#### Campañas en Castilla
A finales de 1365 Carlos V consiguió, con la ayuda del papa Urbano V, alejar temporalmente a buena parte de las grandes compañías que arruinaban Francia. Bajo el pretexto de llevarlas en una cruzada contra el reino nazarí de Granada, el papa financió la expedición que le permitiría librarse de los mercenarios que le extorsionaban. Camino de Granada, el ejército tenía que pasar por Castilla donde reinaba Pedro I de Castilla, aliado y cuñado del Príncipe Negro, Eduardo de Woodstock. Nadie dudaba de que si Bertrand du Guesclin reclutaba a las grandes compañías era para colocar en el trono de Castilla a Enrique de Trastámara, fiel aliado del rey de Francia, y para luchar contra los ingleses fuera del reino. En cuanto la cruzada dejó Francia, las compañías que aún permanecían en el país fueron aplastadas sin titubeo por las fuerzas reales. La campaña en Castilla fue rápidamente exitosa y Enrique de Trastámara fue coronado el 5 de abril de 1366. Pero las compañías desmovilizadas fueron de nuevo reagrupadas y contratadas esta vez por el Príncipe Negro para apoyar a Pedro I de Castilla. Enrique de Trastámara fue vencido en la batalla de Nájera y tuvo que huir a Francia, Bertrand du Guesclin fue hecho preso y Pedro I recuperó el poder. Esta victoria costó muy cara a los ingleses porque Pedro I no tenía recursos para pagar a las compañías que le habían devuelto el trono. Arruinado y acosado por las compañías que reclamaban el pago de sus servicios, Eduardo de Woodstock se replegó en Aquitania, dejando vía libre a Enrique de Trastámara. Las compañías de du Guesclin que permanecían en Castilla fueron masacradas por Pedro I.
Enrique de Trastámara decidió entonces reconquistar el trono de Castilla gracias a la financiación de Luis de Anjou, hermano y teniente del rey de Francia en Languedoc. Reagrupó en 1368 a las grandes compañías que se habían desplazado hacia Languedoc. Capitaneadas por Bertand du Guesclin, sitiaron Toledo y vencieron a las tropas de Pedro I en la batalla de Montiel en 1369. A los pocos días Enrique apuñaló a su medio hermano Pedro en un duelo, y subió al trono con el nombre de Enrique II de Castilla.

#### Primer embrión de un ejército de Francia
Parte de las grandes compañías se dirigieron entonces hacia el norte y saquearon Auvernia y el Berry, aprovechando que el duque Juan I de Berry aún estaba retenido en Inglaterra para garantizar la aplicación del tratado de Brétigny. En Borgoña, Felipe el Atrevido organizó la defensa del ducado aplicando la táctica de la "tierra desierta", vaciando el país de provisiones y bienes ante el avance del enemigo, pero manteniendo cerradas a cal y canto todas las fortalezas. Sin abastecimiento, las grandes compañías abandonaron la región e intentaron marchar sobre París, pero el ejército del Rey las obligó a replegarse hacia el Poitou. Allí Carlos V acabó por contratarlas y las incorporó al ejército francés durante su creación de las compagnies d'ordonnance para proseguir con la reconquista de los territorios cedidos a Inglaterra por el tratado de Bretigny.

## En el Imperio bizantino
La Gran Compañía Catalana se componía de soldados mercenarios catalanes y aragoneses al servicio de la Corona de Aragón. Esta Compañía surgió con motivo de las guerras de la Reconquista entre los siglos XIII y XV, y ayudó al emperador bizantino Andrónico II Paleólogo contra los turcos.

## En Italia
A partir del siglo XIII se habían constituido sociedades comerciales cada vez más ricas y poderosas, y varias ciudades italianas llegaron a ser gobernadas por mercaderes y hombres de finanzas privados enfrentados por el dominio de las ciudades. En un contexto de frecuentes guerras, los gobernantes de las ciudades y de los Estados italianos optaron por recurrir al alquiler de mercenarios en vez de movilizar a la ciudadanía, para que no se interrumpiera su actividad económica. La nobleza aplicó también ese método por miedo al poder que podrían tener masas de ciudadanos armados.
Atraídas por la vecindad de un país dividido por sus querellas internas y reputado por ser el más rico de Europa, las Grandes Compañías que operaban en suelo francés franquearon los Alpes para ofrecer sus servicios, a menudo alentadas en un primer tiempo por príncipes europeos deseosos de defender allí intereses familiares y alianzas políticas, recibiendo el nombre de compagnia di ventura. Entre los capitanes de esas compañías había germanos como Ehrard de Landau, ingleses como John Hawkwood, españoles de la Gran Compañía Catalana, franceses, gascones como Bernardo de la Salle y Juan III de Armañac, y bretones. La Compañía Blanca de John Hawkwood (Giovanni Acuto en italiano), probablemente la compañía más famosa, actuaba en Italia en la segunda mitad del siglo XIV y fue la más violenta y exitosa de las facciones que luchaban por el dominio de Siena. Existían compañías de diversos tamaños, desde bandas reducidas de guerreros profesionales hasta grandes ejércitos privados, como los de las familias Gonzaga, Colonna, Visconti o Sforza.
El acuerdo por el que vendían sus servicios se llamaba condotta: redactado por juristas, se fue perfeccionando para incluir un mayor número de detalles y es considerado como el primer contrato moderno. Los capitanes mercenarios se enriquecieron y muchos contrajeron matrimonio con mujeres de las grandes familias italianas. Algunos hasta llegaron a igualar o sobrepasar el poder de las familias que les contrataban. El éxito de los capitanes de las Grandes Compañías extranjeras empujó a los nobles italianos a imitarles y paulatinamente perdieron su hegemonía; fueron sustituidos por organizaciones locales, cuyos capitanes fueron llamados condottieri, nombre derivado de la condotta.

## Integración y normalización de las Grandes Compañías
En el siglo XVI, tres ordenanzas de Francisco I de Francia permitieron acabar con las exacciones de las Grandes Compañías en Francia. En 1523, un edicto condenó a muerte a cualquiera que empleara a "gentes de guerra" sin el permiso del Rey. En 1527 y 1543, dos ordenanzas incorporaron a los mercenarios de las Grandes Compañías en el ejército real como tropas de infantería. Los mercenarios suizos, muy reputados, fueron reclutados por varias cortes europeas para su defensa personal con el nombre de "Guardia Suiza". En Francia, la Guardia Suiza fue creada en 1573 por Carlos IX y sirvió a la defensa de la casa real hasta su disolución en 1792. La única guardia suiza aún existente es la Guardia Suiza Pontificia, encargada de la defensa del papa desde 1505.